# Liste bedeutender Seeschlachten
Die Liste beinhaltet bedeutende Seeschlachten von der Antike bis in die Gegenwart.

## Antike (500 v. Chr. bis 476 n. Chr.)
- 494 v. Chr., Schlacht von Lade, Perser besiegen Griechen
- 480 v. Chr., Schlacht von Salamis, Griechen besiegen Perser
- 474 v. Chr., Schlacht von Cumae, Griechen besiegen Etrusker
- 406 v. Chr. Schlacht bei den Arginusen, Athen besiegt Sparta
- 405 v. Chr., Schlacht bei Aigospotamoi, Sparta besiegt Athen
- 376 v. Chr., Seeschlacht bei Naxos, Athen besiegt Sparta
- 260 v. Chr., Schlacht bei den Liparischen Inseln
- 260 v. Chr., Seeschlacht von Mylae, bei Sizilien, Sieg Roms über Karthago
- 250 v. Chr., Seeschlacht bei Panormos, Sizilien, Römer besiegen Karthager
- 256 v. Chr., Schlacht am Kap Ecnomus, Sizilien, Sieg Roms über Karthager
- 249 v. Chr., Schlacht von Drepana, Sizilien, Karthago besiegt Rom
- 241 v. Chr., Schlacht bei den Ägatischen Inseln, Rom besiegt Karthago
- 56 v. Chr., Seeschlacht vor der Bretagne, Rom besiegt die Veneter
- 36 v. Chr., Seeschlacht von Mylae, Agrippa besiegt Papias
- 36 v. Chr., Seeschlacht von Naulochoi, Agrippa besiegt Sextus Pompeius
- 31 v. Chr., 2. September, Schlacht bei Actium, Octavian besiegt Mark Anton und Kleopatra
- 15. v. Chr., Seeschlacht auf dem Bodensee, Rom besiegt die Kelten
- 208 n. Chr., Schlacht von Chibi, Schlacht auf dem Jangtse, die zur Zeit der Drei Reiche in China führt

## Mittelalter (476 bis 1492)
- 717-718, Zweiter Angriff auf Konstantinopel
- 849 Seeschlacht von Ostia, christliche Flotte besiegt moslemische Flotte
- um 872, Schlacht am Hafrsfjord, Mit dem Sieg Harald Hårfagres beginnt der Einigungsprozess Norwegens,
- um 985, Schlacht von Helgenes, Machtkampf zwischen dem dänischen König Harald Blauzahn und seinem Sohn Sven Gabelbart um den Thron, der bedingt durch das Eingreifen der Jomswikinger militärisch zugunsten Sven Gabelbarts ausging
- um 987 oder 994/95, Schlacht bei Hjørungavåg, Norweger besiegen Dänen und Jomswikinger
- 1000, 9. September, Seeschlacht von Svold, Dänen und Schweden besiegen Norweger
- 1185, Seeschlacht von Dan-no-ura, Minamoto besiegen Taira
- 1279 Seeschlacht von Yamen, Mongolen besiegen die Song
- 1340, Seeschlacht von Sluis, England besiegt Frankreich
- 1372, 22./23. Juni, Seeschlacht von La Rochelle, Frankreich und Kastilien besiegen England

## Frühe Neuzeit (1492 bis 1789)
- 1535, 17. Juni. Seeschlacht bei Svendborg, Dänemark, Schweden und Preußen besiegen Lübeck
- 1538, 28. September Seeschlacht von Preveza Ionisches Meer, Osmanische Flotte besiegt Heilige Liga
- 1560, 9.–14. Mai, Seeschlacht von Djerba, Osmanische Flotte besiegt Heilige Liga
- 1571, 7. Oktober, Schlacht von Lepanto, Heilige Liga besiegt Osmanen
- 1588, Vernichtung der spanischen Armada, England besiegt Spanien
- 1597, 27. August, Seeschlacht von Chilchonryang, Japan besiegt Korea
- 1597, 26. Oktober, Seeschlacht von Myongnyang, Korea besiegt Japan
- 1607, 25. April Schlacht bei Gibraltar, Niederlande besiegen Spanien
- 1639, 16./17. September, Zwei-Tage-Seeschlacht, Niederlande besiegen Spanien
- 1639, 21. Oktober, Seeschlacht in den Downs, Niederlande besiegen Spanien
- 1644, 1. Juli, Seeschlacht auf der Kolberger Heide zwischen Schweden und Dänemark
- 1646, März–Oktober fünf Seeschlachten der La Naval de Manila zwischen Spanien und Holland
- 1653, 10. August, Seeschlacht vor Scheveningen, England besiegt Niederländer
- 1665, 13. Juni, Seeschlacht bei Lowestoft, England besiegen Niederlande
- 1666, 11.–14. Juni, Viertageschlacht zwischen Themsemündung und der Küste von Flandern, Niederlande besiegt England
- 1666, 25. Juli, St. James’s Day Fight, England besiegt Niederlande
- 1672, 7. Juni, Seeschlacht von Solebay, Niederlande besiegen England
- 1672, 21. August, Seeschlacht vor Texel, Niederlande besiegen England
- 1676, 21. April, Seeschlacht vor Palermo, Frankreich besiegt Niederlande
- 1676, 25. Mai, Seegefecht vor Jasmund zwischen Dänemark und Schweden
- 1676, 11. Juni, Seeschlacht bei Öland, dänisch-holländische Flotte besiegt die schwedische Flotte
- 1677, 11./12. Juli, Seeschlacht in der Køgebucht, dänische Flotte besiegt die schwedische Flotte
- 1692, 19. Mai, 25. Mai, Seeschlachten von Barfleur und La Hougue, englisch-holländische Flotte besiegt französische Flotte
- 1702, 12. Oktober, Seeschlacht bei Vigo (auch Seeschlacht bei Rande), englisch-holländische Flotte besiegt spanisch-französische Flotte
- 1712, 29./30. September, Seeschlacht vor Rügen, dänisch-russische Flotte besiegt schwedische Flotte
- 1714, 27. Juli, Seeschlacht von Hanko (auch: Schlacht von Gangut), Russland besiegt Schweden
- 1756, 20. Mai, Schlacht von Minorca, zwischen Großbritannien und Frankreich
- 1759, 18. August Seeschlacht bei Lagos, Großbritannien besiegt Frankreich
- 1759, 20. November Seeschlacht in der Bucht von Quiberon, Großbritannien besiegt Frankreich
- 1760, 8. Juli, Gefecht auf dem Restigouche-Fluss, Großbritannien besiegt Frankreich
- 1770, 5. Juli, Seeschlacht von Çeşme, Russland besiegt das Osmanische Reich
- 1778, 27. Juli, Seeschlacht vor Ouessant, zwischen Großbritannien und Frankreich
- 1779, 6. Juli, Schlacht von Grenada, zwischen Großbritannien und Frankreich
- 1781, 5. September, Seeschlacht von Chesapeake Bay, Frankreich besiegt Großbritannien, führt zur britischen Kapitulation in der Schlacht von Yorktown
- 1782, 25./26. Januar Seeschlacht von St. Kitts zwischen Großbritannien und Frankreich
- 1782, 12. April, Schlacht von Les Saintes, Großbritannien besiegt Frankreich

## Neuere Geschichte (1789 bis 1900)

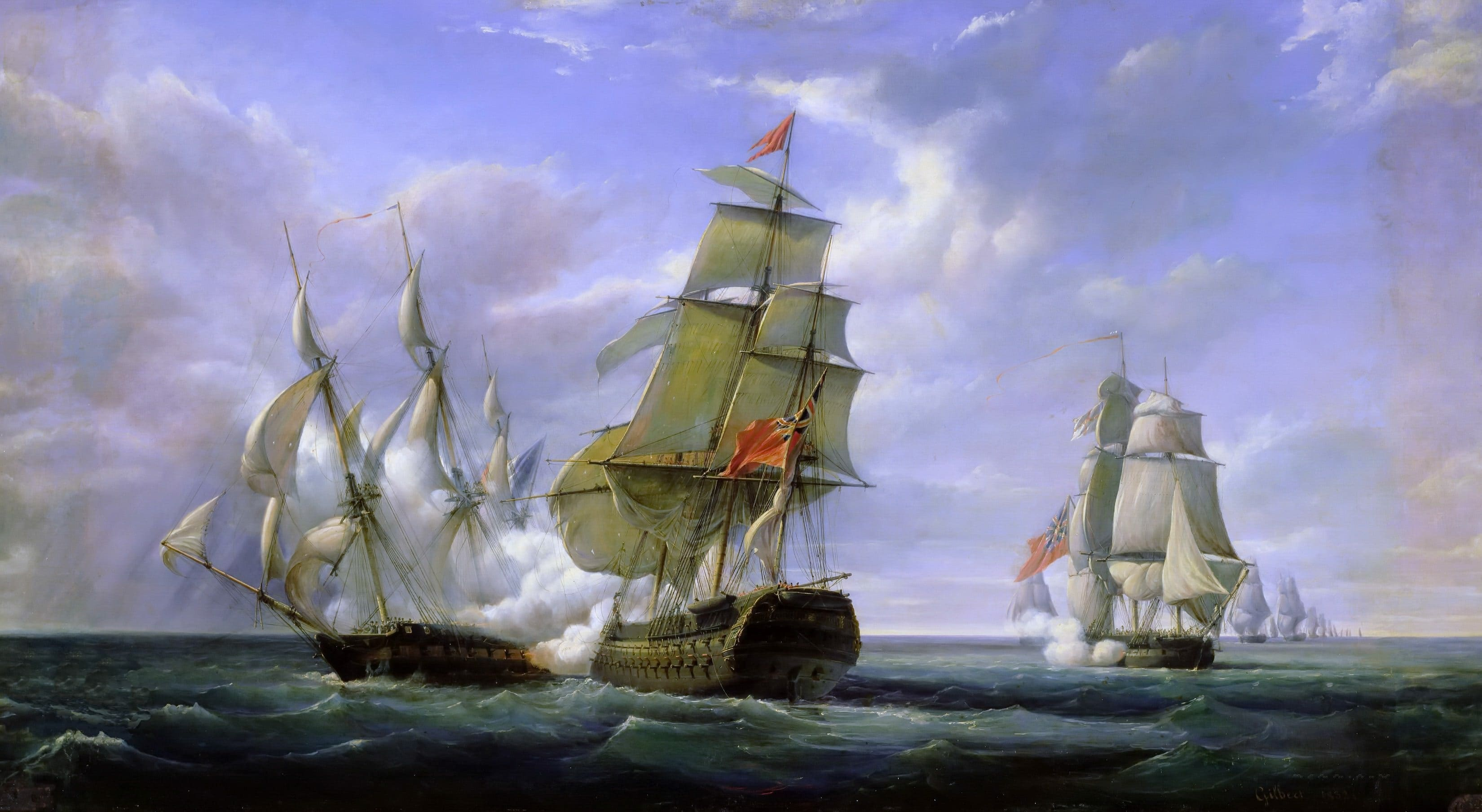
Kampf des englischen Linienschiffs HMS Tremendous und einer britischen Fregatte gegen die französische Fregatte La Canonniere, 1806

- 1789, 24. August, Erste Seeschlacht bei Ruotsinsalmi, Russland besiegt Schweden und Finnland
- 1790, 19. Juli, Seeschlacht bei Kertsch, Russland besiegt das Osmanische Reich
- 1790, 9./10. Juli, Zweite Seeschlacht bei Ruotsinsalmi, Schweden und Finnland besiegen Russland
- 1790, 28./29. August, Schlacht bei Hadshi-Bey, Russland besiegt das Osmanische Reich
- 1794, 1. Juni, Seeschlacht am 13. Prairial ("The Glorious First of June"), Großbritannien besiegt Frankreich
- 1797, 14. Februar, Schlacht bei Kap St. Vincent, Großbritannien besiegt Spanien
- 1797, 11. Oktober, Seeschlacht bei Camperduin, Großbritannien besiegt Holland
- 1798, 1./2. August, Seeschlacht bei Abukir, Großbritannien besiegt Frankreich
- 1801, 2. April, Seeschlacht von Kopenhagen, Großbritannien besiegt Dänemark
- 1805, 21. Oktober, Schlacht von Trafalgar, Großbritannien besiegt Frankreich und Spanien
- 1807, 19. Juni, Schlacht bei Athos, Russland besiegt das Osmanische Reich
- 1807, 16. August bis 7. September, Bombardement Kopenhagens, Großbritannien besiegt Dänemark
- 1813, 10. September, Schlacht auf dem Eriesee, USA besiegen Großbritannien
- 1814, 11. September, Schlacht auf dem Champlainsee, USA besiegen Großbritannien
- 1827, 20. Oktober, Schlacht von Navarino, Großbritannien, Frankreich und Russland besiegen Osmanen und Ägypter
- 1849, 5. April, Gefecht bei Eckernförde, Deutscher Bund besiegt Dänemark
- 1853, 30. November, Seeschlacht bei Sinope, Russland besiegt das Osmanische Reich
- 1862, 8./9. März, Schlacht von Hampton Roads, Taktischer Teilerfolg der Südstaaten gegenüber den Nordstaaten, letztlich aber strategisch unentschieden
- 1862, 6. Juni, Gefecht um Memphis, Nordstaaten besiegen Südstaaten
- 1864, 9. Mai, Seegefecht vor Helgoland, Dänemark besiegt Österreich
- 1864, 5. bis 23. August, Schlacht in der Mobile Bay, Nordstaaten besiegen Südstaaten
- 1865, 11. Juni, Schlacht auf dem Riachuelo, Brasilien besiegt Paraguay
- 1866, 20. Juli, Seeschlacht von Lissa, Österreich besiegt Italien
- 1879, 21. Mai, Seegefechte von Iquique und von Punta Gruesa, Peru besiegt Chile
- 1894, 17. September, Seeschlacht am Yalu, Japan besiegt China
- 1898, 1. Mai, Schlacht in der Bucht von Manila, USA besiegen Spanien
- 1898, 3. Juli, Seeschlacht vor Santiago de Cuba, USA besiegen Spanien

## 20. Jahrhundert
- 1904, 10. August, Schlacht im Gelben Meer, Japan besiegt Russland
- 1904, 14. August, Seegefecht bei Ulsan, Japan besiegt Russland
- 1905, 27. Mai, Schlacht bei Tsushima, Japan besiegt Russland
- 1914, 1. November, Seegefecht bei Coronel, Deutschland besiegt Großbritannien
- 1914, 8. Dezember, Seegefecht bei den Falklandinseln, Großbritannien besiegt Deutschland
- 1915, 24. Januar, Seegefecht auf der Doggerbank, Großbritannien besiegt Deutschland
- 1916, 31. Mai, Skagerrakschlacht, Deutschland besiegt Großbritannien taktisch, strategisch gesehen ändert die Schlacht aber nichts an der Kriegslage
- 1917, 17. Oktober, Schlacht im Moon-Sund, Deutschland besiegt Russland
- 1936, 5./6. März, Schlacht von Cabo de Palos, spanische Republikaner besiegen spanische Nationalisten
- 1940, 9. bis 13. April, Seegefechte um Narvik, Großbritannien besiegt Deutschland taktisch, jedoch letztlich strategischer deutscher Erfolg
- 1940, 16. bis 19. Oktober, Schlacht um den Konvoi SC-7, Deutschland besiegt die Alliierten
- 1941, 28. März, Schlacht bei Kap Matapan, Großbritannien besiegt Italien
- 1941, 24. Mai, Gefecht in der Dänemarkstraße, Deutschland besiegt Großbritannien
- 1941, 27. Mai, britische Verfolgung und Versenkung des deutschen Großkampfschiffs Bismarck
- 1942, 27./28. Februar, Schlacht in der Javasee, Japan besiegt die Alliierten
- 1942, 28. Februar/1. März, Schlacht in der Sundastraße, Japan besiegt die Alliierten
- 1942, 3. bis 8. Mai, Schlacht im Korallenmeer, USA besiegen Japan
- 1942, 4./5. Juni, Schlacht um Midway, USA besiegen Japan
- 1942, 12. bis 16. Juni, Schlacht um die Malta-Konvois MW-11 und WS-19, Deutschland und Italien besiegen Großbritannien
- 1942, 2. bis 10. Juli, Schlacht um den Nordmeergeleitzug PQ-17, Deutschland besiegt die Alliierten
- 1942, 9. August, Schlacht von Savo Island, Japan besiegt die Alliierten
- 1942, 26. Oktober, Schlacht bei den Santa-Cruz-Inseln, Japan besiegt die USA taktisch, jedoch strategischer Erfolg der USA
- 1942, 12. bis 15. November, Seeschlacht von Guadalcanal, USA besiegen Japan
- 1942, 30. November, Schlacht bei Tassafaronga, Japan besiegt die USA
- 1942, 31. Dezember, Schlacht in der Barentssee, Großbritannien besiegt Deutschland
- 1943, 16. bis 19. März, Schlacht um die Konvois HX-229 und SC-122, Deutschland besiegt die Alliierten
- 1943, 5./6. Juli, Schlacht im Kula-Golf, USA kämpfen taktisch unentschieden gegen Japan, jedoch strategischer Erfolg der USA
- 1943, 12./13. Juli, Schlacht bei Kolombangara, Japan besiegt die USA
- 1943, 1./2. November, Seeschlacht bei der Kaiserin-Augusta-Bucht, USA besiegen Japan
- 1944, 19. bis 21. Juni, Schlacht in der Philippinensee, USA besiegen Japan
- 1944, 22. bis 26. Oktober, See- und Luftschlacht im Golf von Leyte, USA besiegen Japan
- 1945, 7. April, Operation Ten-gō (Luft- und Seeschlacht südlich von Japan), USA besiegen Japan
- 1971, 4./5. Dezember, Operation Trident (Seegefecht bei Karatschi), Indien besiegt Pakistan
- 1973, 7. Oktober, Seegefecht bei Latakia, Israel besiegt Syrien
- 1973, 8./9. Oktober, Seegefecht bei Baltim, Israel besiegt Ägypten
- 1982, 1. bis 26. Mai, See- und Luftschlacht bei den Falklandinseln, GB besiegt Argentinien
- 1988, 18. April, Operation Praying Mantis, USA besiegt Iran